# Pieter Johannes Potgieter
Pieter Johannes Potgieter znany jako Piet Potgieter (ur. 24 grudnia 1822 roku w Cradock, w Kolonii Przylądkowej, zm. 6 listopada 1854 w pobliżu Polokwane, w Transwalu) – burski polityk i wojskowy.
Był synem Andriesa Hendrika Potgietera. Po jego śmierci przejął po nim władzę w Zoutpansbergu, został również mianowany przez Volksraad Republiki Południowoafrykańskiej jednym z czterech naczelnych dowódców pospolitego ruszenia. Funkcję tę pełnił od 16 grudnia 1852 do śmierci 6 listopada 1854. Zginął podczas walk z jednym z plemion murzyńskich koło Polokwane.